# Ван-Евейкслейс
Ван-Евейкслейс (нід. Van Ewijcksluis) — селище в нідерландській провінції Північна Голландія. Входить до муніципалітету Голландс-Крон.
Його площа становить 0,45 км², а населення станом на 2021 рік складало 215 осіб.